# Dhilwan
Dhilwan is een nagar panchayat (plaats) in het district Kapurthala van de Indiase staat Punjab. 

## Demografie
Volgens de Indiase volkstelling van 2001 wonen er 7.980 mensen in Dhilwan, waarvan 52% mannelijk en 48% vrouwelijk is. De plaats heeft een alfabetiseringsgraad van 68%. 